# Desmodium album
Distribuição e Habitat: é uma espécie que ocorre em quase todo o Brasil, exceto na região Sul, além de outros países na América do Sul e Central. No Brasil ocorre em todos os Estados sem restrição de habitat. É encontrada em áreas com vegetação baixa como o que ocorre em gramados, beira de estradas e pastagens naturais.
Fenologia: floresce no final do verão, fevereiro e março, frutificando de março a abril.
Etimologia: .
Nome Vulgar: marmelada-de-cavalo.
Potencial de utilização: Essa leguminosa foi cultivada por Hoehne (1921) no início do século 20, no Instituto Butantan. O autor destacou o potencial dessa forrageira. Posteriormente, Otero (1937) aprofundou estudos recomendando o cultivo dessa espécie, sendo que o Ministério da Agricultura distribuía sementes para produtores. Após essas referências D. album foi esquecido. Por se tratar de espécie suscetível a fitoplasma, este pode ter sido uma limitação ao seu cultivo. O fitoplasma é transmitido por um Psilidio que forma colônia nas gemas apicais, causando o envassouramento da planta, raquitismo e limita a reprodução.